# Chili aux Jeux olympiques d'été de 1948
L'équipe de chilienne olympique participe aux Jeux olympiques d'été de 1948 à Londres. Le pays n'y remporte aucune médaille. L'athlète Mario Recordón est le porte-drapeau d'une délégation chilienne comptant 54 sportifs (50 hommes et 4 femmes).